# Yamzhog Yumco
| Tibetische Bezeichnung                                                                |
| ------------------------------------------------------------------------------------- |
| Tibetische Schrift: ཡར་འབྲོག་གཡུ་མཚོ།                                                     |
| Wylie-Transliteration: yar ’brog g.yu mtsho                                           |
| Offizielle Transkription der VRCh: Yamzhog Yumco                                      |
| THDL-Transkription: Yamdrok Yumtso                                                    |
| Andere Schreibweisen: Yamdrok Yutso, Yamdrok Tso, Yamdrok Tsho, Yamdok, Yar-drok etc. |
| Chinesische Bezeichnung                                                               |
| Traditionell: 羊卓雍錯                                                                |
| Vereinfacht: 羊卓雍错                                                                 |
| Pinyin:Yángzhuó Yōngcuò                                                               |

Der Yamzhog Yumco (Yamdrok Tso oder Yardrog Yutsho, tibetisch ཡར་འབྲོག་གཡུ་མཚོ Wylie yar 'brog gyu mtsho) ist ein See im Kreis Nagarzê im Regierungsbezirk Shannan des Autonomen Gebiets Tibet der Volksrepublik China.
Er liegt in 4440 Metern Höhe über dem Meeresspiegel, hat eine Fläche von 640 Quadratkilometern und ist 30 bis 40 Meter tief; seine Ausdehnung beträgt von Osten nach Westen rund 130 Kilometer, von Norden nach Süden rund 70 Kilometer. Das Ufer des Sees ist stark zergliedert und im See gibt es rund ein Dutzend Inseln; die größte (Seduocun 色多村) hat eine Fläche von rund 3 Quadratkilometern. Der Yamzhog Yumco friert im Winter zu. Der Name des Sees bedeutet „grüner Jadesee der oberen Alm“.
Der See ist verkehrsmäßig über einen gut ausgebauten Abzweig des Friendship Highways erschlossen.

## Wasserkraftnutzung
Nördlich des Sees befindet sich das größte Wasserkraftwerk Tibets. (26,264° N; 90,606° O) Vier 6 km lange Stollen führen vom See zum Kraftwerk, das am Yarlung Tsangpo (Brahmaputra) liegt. Damit der Seespiegel nicht dauerhaft fällt, wird ein Teil des Wassers von dem Pumpspeicherkraftwerk wieder in den See zurückgepumpt.